# Орионисты
Ориони́сты («Конгрегация малых дел Божественного Провидения», лат. Parvum opus Divinae Providentiae или «Конгрегация сыновей Божественного Провидения», лат. Filii Divinae Providentiae, F.D.P.) — католическая монашеская конгрегация, основанная в 1893 году в Тортоне католическим священником Луиджи Орионе, причисленным в 1980 году к лику святых.

## История

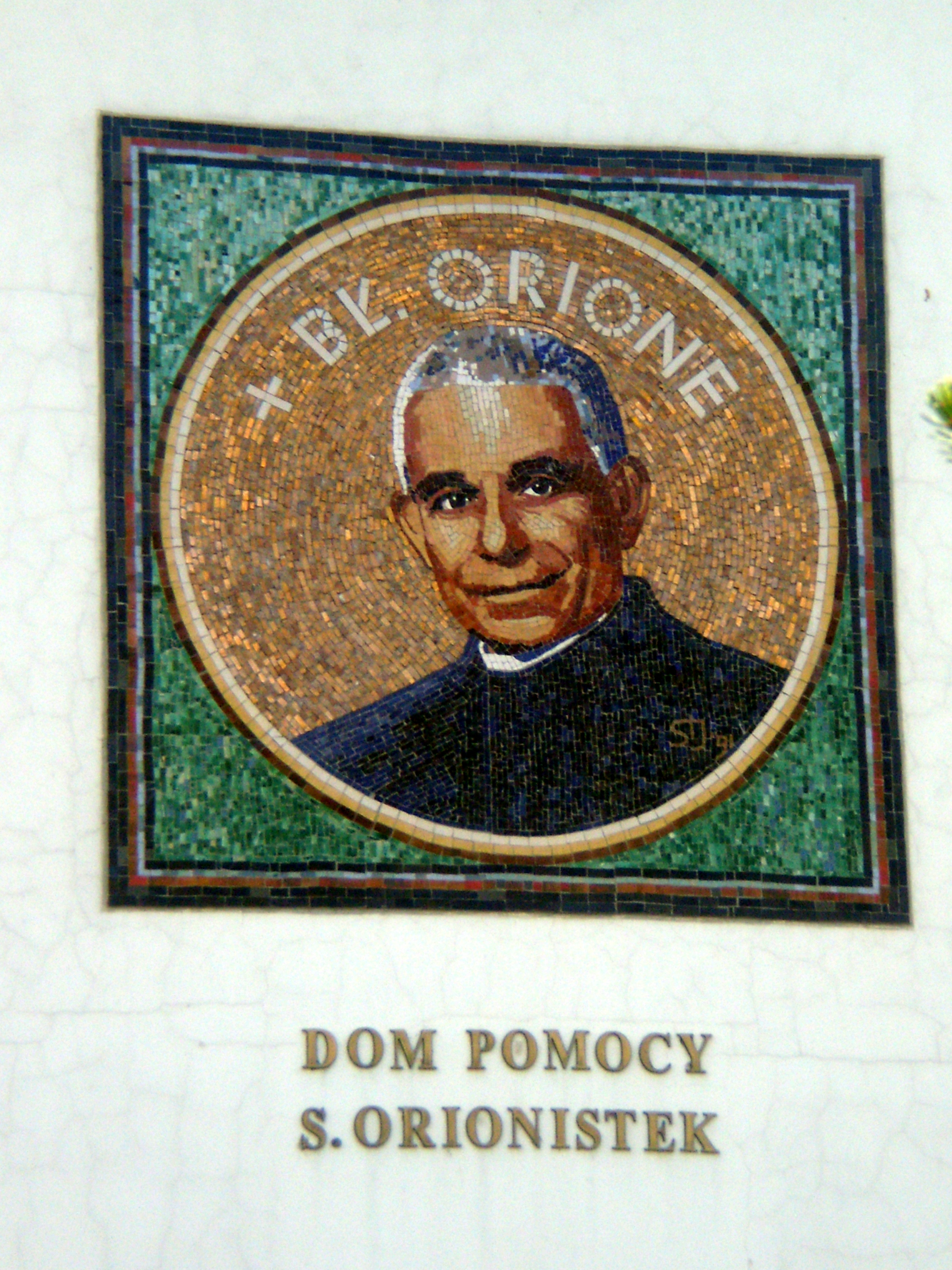
Портрет Луиджи Орионе на обители орионисток в Коло, Польша

В 1893 году семинарист Луиджи Орионе вместе с тремя другими семинаристами основал коллегию для сирот и детей бедняков, посвящённую Божественному милосердию. Коллегия стала ядром новой конгрегации, Орионе стал в 1895 году священником, а в 1897 году он начинает писать устав для священнической группы. С разрешения местного епископа Луиджи Орионе и вступившие в его религиозную группу священники живут строгой монашеской жизнью. 30 июля 1899 года первые трое человек принесли монашеские обеты, тем самым основав новую конгрегацию, которая чуть позднее приняла название «Конгрегация сыновей Божественного Провидения». Члены конгрегации продолжали работать в сиротской коллегии, число детей в которой достигло 200.
В 1903 году конгрегация была одобрена местным епископом, в 1906 году устав конгрегации был утверждён римским папой Львом XIII. В 1912 году название конгрегации было изменено на «Конгрегация малых дел Божественного Провидения», однако орден продолжал быть известным и под старым именем. В июне 1915 года Луиджи Орионе основал женскую конгрегацию «Малые сёстры-миссионерки Милосердия», которая ныне известна как орионистки.
С 1914 года конгрегация расширила сферу деятельность с христианского воспитания и помощи нуждающимся на миссионерское поле. В период между мировыми войнами был основан ряд миссионерских пунктов конгрегации в Южной Америке и Африке. Обители орионистов появились также в США, Великобритании, Польше, Франции, Испании, Швейцарии и Австралии.
В 1940 году скончался основатель конгрегации Луиджи Орионе. 26 октября 1980 года он причислен к лику блаженных римским папой Иоанном Павлом II. 16 мая 2004 года причислен к лику святых.

## Особенности и современное состояние
Орионисты не имеют специальных облачений и носят облачения, принятые у местных епархиальных священников. Подобно иезуитам, при вступлению в конгрегацию помимо трёх обязательных монашеских обетов приносят обет послушания папе римскому.
В настоящее время орионисты руководят приютами для сирот, больницами, домами престарелых, молодёжными центрами и школами. В 2012 году они насчитывали 962 монаха, из которых 654 священника. Ордену принадлежит 171 обитель.